# Za vitrinoj univermaga
Za vitrinoj univermaga (За витриной универмага) è un film del 1955 diretto da Samson Iosifovič Samsonov.